# Belpberg
Belpberg est une localité et une ancienne commune suisse du canton de Berne, située dans l'arrondissement administratif de Berne-Mittelland. 

## Histoire
Le 1er janvier 2012, la commune a été intégrée dans celle de Belp